# NGC 2971
NGC 2971 је спирална галаксија у сазвежђу Мали лав која се налази на NGC листи објеката дубоког неба.
Деклинација објекта је + 36° 10' 47" а ректасцензија 9h 43m 46,1s. Привидна величина (магнитуда) објекта NGC 2971 износи 14,0 а фотографска магнитуда 14,8. NGC 2971 је још познат и под ознакама UGC 5197, MCG 6-22-5, CGCG 181-87, CGCG 182-5, PGC 27843.